# Phyllogomphoides joaquini
Phyllogomphoides joaquini là loài chuồn chuồn trong họ Gomphidae. Loài này được Rodrigues miêu tả khoa học đầu tiên năm 1992.